# Guo Shuang
Guo Shuang (chiń. 郭爽; pinyin Guō Shuǎng; ur. 26 lutego 1986 w Tongliao) – chińska kolarka torowa, czterokrotna medalistka olimpijska, oraz wielokrotna medalistka mistrzostw świata.

## Kariera
Pierwsze sukcesy w karierze Guo Shuang osiągnęła w 2003 roku, kiedy zdobyła złote medale w sprincie indywidualnym i wyścigu na 500 m podczas mistrzostw świata juniorów. Na rozgrywanych trzy lata później mistrzostwach świata w Bordeaux zdobyła brązowe medale w sprincie i keirinie. W tej drugiej konkurencji zdobyła jeszcze dwa medale: srebrny podczas mistrzostw w Palma de Mallorca (2007) i złoty na mistrzostwach świata w Pruszkowie (2009). W sprincie indywidualnym była druga na MŚ w Palma de Mallorca i mistrzostwach w Kopenhadze (2010). Ponadto w parze z Gong Jinjie trzykrotnie stawała na podium MŚ w sprincie drużynowym: na MŚ w Apeldoorn w 2011 roku i MŚ w Melbourne w 2012 roku była trzecia, a na rozgrywanych w 2013 roku MŚ w Mińsku Chinki zajęły drugie miejsce. Zdobyła cztery medale igrzysk azjatyckich (w 2006 i 2010), w tym trzy złote.
W 2008 roku wystąpiła na igrzyskach olimpijskich w Pekinie, gdzie była trzecia w sprincie, za Victorią Pendleton z Wielkiej Brytanii i Australijką Anną Meares. Podczas rozgrywanych cztery lata później igrzysk olimpijskich w Londynie była druga w keirinie i sprincie drużynowym, a rywalizację w sprincie indywidualnym ukończyła na trzeciej pozycji, ulegając tylko Meares i Pendleton.